# Newkirk Avenue (stacja metra na Nostrand Avenue Line)
Newkirk Avenue – stacja metra nowojorskiego, na linii 2 i 5. Znajduje się w dzielnicy Brooklyn, w Nowym Jorku i zlokalizowana jest pomiędzy stacjami Beverly Road i Brooklyn College – Flatbush Avenue. Została otwarta 23 sierpnia 1920.